# Matko Goszl
Matko Goszl je bivši hrvatski vaterpolist. 
1950. je osvojio brončano odličje na europskom prvenstvu.
Igrao je za dubrovački VK Jug s kojim je osvojio naslove prvaka 1949. i 1951. te nekoliko puta naslov doprvaka.